# Ліндон Ларуш

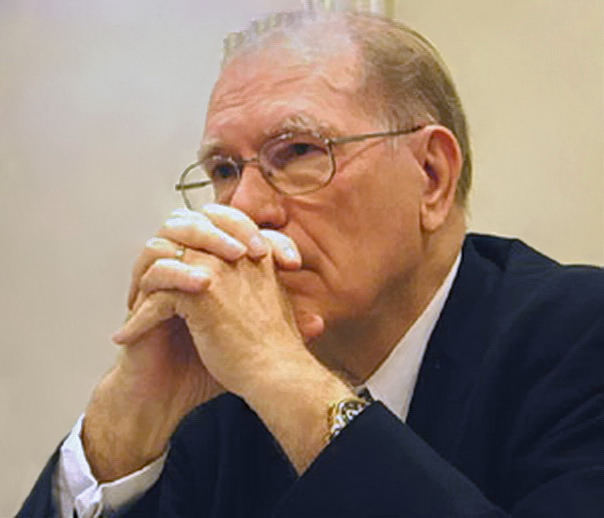
Ліндон Ларуш

Ліндон Ларуш (англ. Lyndon Hermyle LaRouche, Jr; нар. 8 вересня 1922) — американський економіст і політичний активіст, засновник кількох політичних організацій, які називаються рухом Ларуша. Був кандидатом у 8 президентських виборах в США з 1976 року, один раз від Робочої партії та 7 — від Демократичної партії.
Думки про Ларуша дуже суперечливі. Прихильники описують як значного економіста, політичного лідера рангу Франкліна Рузвельта та Мартіна Лютера Кінга. Критики (в тому числі судові органи США) називають його екстремістом, автором теорій змови, лідером політичного культу, фашистом і антисемітом. Фонд «Спадщина» (англ. Heritage Foundation) заявив, що він «лідер однієї з найдивніших політичних груп в історії США». У 1984, його дослідницький персонал був описаний колишнім кадровиком National Security Council Норманом Бейлі як «одна з найкращих приватних розвідслужб у світі».
Ларуш був засуджений до 15 років в'язниці у 1988 р. за змову з метою вчинення поштових махінацій та порушення податкового законодавства, але продовжував свою політичну діяльність з-за ґрат до свого звільнення умовно-достроково у 1994. Його адвокат Рамзей Кларк (Ramsey Clark), колишній генеральний прокурор США, стверджував, що справа була безпрецедентним зловживанням владою з боку уряду США у спробах знищити організації Ларуша.
В даний час Ларуш працює директором і редактором у службі Executive Intelligence Review, частині руху Ларуша. Багато пише на економічні, наукові та політичні теми, а також про історію, філософію і психоаналіз.